# 阮保全
阮保全（？—1963年），真名阮完璧（Nguyễn Hoàn Bích），越南政治人物，天主教徒，與和好佛教運動關係緊密，曾出任越南民主社會黨（簡稱民社黨）總祕書。

## 生平
阮保全出身龍川省龍建村的一個天主教家庭。
1947年，民社黨派遣阮保全前往中國，與爲逃離越盟在北部的暴力行爲而流亡的越南反共人士談判。:29
1963年1月，阮保全被吳廷琰的手下祕密逮捕並處決。